# Elin Manahan Thomas

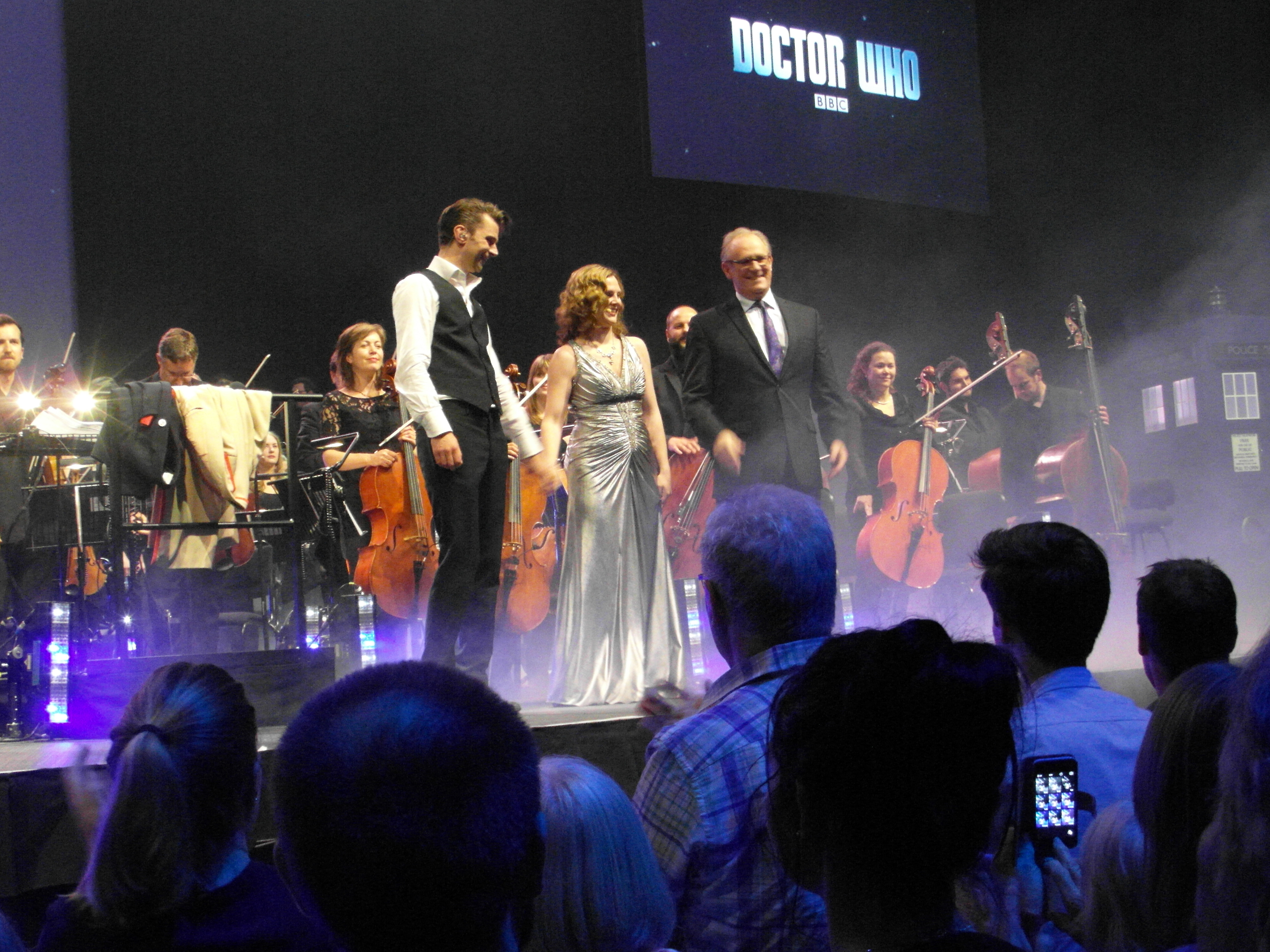
Elin Manahan Thomas

Elin Manahan Thomas (* 1. Januar 1977 in Swansea) ist eine walisische Opernsängerin (Sopran), spezialisiert auf Barockmusik.

## Leben
Thomas, Tochter eines Professors für Literatur an der Swansea University, sang als Schülerin im Bachchor von Swansea. Sie absolvierte bis 1998 das Department of Anglo-Saxon, Norse and Celtic, der University of Cambridge. Dort gewann sie 1995 auch einen Gesangswettbewerb. 1999 lud sie der Monteverdi Chor ein, gemeinsam unter John Eliot Gardiner aufzutreten. Thomas bekam die Gelegenheit die Bach-Arie Alles mit Gott von 1713, die erst 2005 in Weimar wiederentdeckt wurde, erstmals wieder aufzuführen. Als ihre favorisierten Komponisten bezeichnet sie Bach, Händel und Purcell.
Thomas sang in zahlreichen Opernproduktionen, unter anderem die Pamina in Mozarts Zauberflöte, die Belinda in Dido and Aeneas oder die Despina in Così fan tutte. 2015 übernahm sie die Gesangsrolle in Jessica Currys Soundtrack zum Spiel Everybody’s Gone to the Rapture.
2006 heiratete sie den Opernsänger Robert Davies und lebt mit ihrer Familie in Brighton, Sussex.

## Diskografie (Auswahl)
- Bach: Alles mit Gott – World Premiere Recording. SDG, 2005.
- Eternal Light mit Orchestra of the Age of Enlightenment. Heliodor, 2007.
- Patrick Hawes: Song of Songs, Signum, 2009.
- Pergolesi: Stabat mater, mit Florilegium und Robin Blaze, Channel Classics, 2010.
- John Rutter, Catrin Finch: Blessing Deutsche Grammophon, 2012.
- Mozart: Requiem Realisations. King’s College Cambridge, 2013.
- Scarlatti, Händel: Dixit Dominus mit Queen’s College Oxford und der Brook Street Band, Avie, 2013.